# わんぱく大昔クムクム
『わんぱく大昔クムクム』（わんぱくおおむかしクムクム）は、1975年10月3日から1976年3月26日までTBS系列局で放送されていたテレビアニメである。毎日放送とITCジャパンの共同製作。放送時間は毎週金曜 19:00 - 19:30 （日本標準時）。

## 概要
原始時代を舞台に、わんぱくな男の子・クムクムが仲間の子供たちや、村の人々との交流を通じて成長する姿を描く作品。
毎日放送が1975年3月の朝日放送とのネットチェンジ後に製作した、TBS系アニメの第1号である。アニメーション制作は創映社（現・サンライズ）が担当。企画ならびにキャラクターデザインは安彦良和が、監督はりんたろうが、音楽は宇野正寛が担当した。
1975年11月7日放送分の第6話までは『クムクム』というタイトルで放送されていたが、同年11月14日放送分の第7話からは『まんが・わんぱく大昔クムクム』と改題した。当時の記事では改題の理由として、「大自然の中で活躍する原始時代の子供」というイメージを強くすると同時に、視聴者に親しみやすいようにという意味が挙げられている。
クムクムたち子供の感性を、純粋な目線で友情などを描いているという理由で、中央児童福祉審議会の推薦を放送中に受けている。

## 製作過程
『ロマンアルバムデラックス 41 わんぱく大昔クムクム』（徳間書店、1981年）に収録された安彦と監督のりんの対談によると、もともとは比較的殺伐としたメカものの作品に多く携わっていた安彦が「もっと違ったものをやりたい」と創映社で話したところ、「なら自分で作れ」と言われて考案したものが発端である。これがたまたま江崎グリコの目に止まり、ペロティチョコへの起用が決まってアニメ化の運びとなった。同じく対談での発言によると、当初は安彦が監督を引き受けるつもりでいたが、経験がないという理由でりんが起用された。また、当初は安彦の別名義である「秋津円」が企画・キャラクターデザインにクレジットされる予定が、結局は安彦名義でクレジットされることになった。
商品化の過程でキャラクターのデザインや設定がかなり変更されており、決定稿に至る前のデザインや設定、ストーリー案は『ロマンアルバム』に掲載されたイメージボードや企画書にうかがうことができる。
こうした変遷の中で、安彦は放映を迎える頃には「オリジナル作品がアニメ化される」という当初の意気込みを失っていたこと、その後第12話（冬の神を呼ぶ雪虫）で脚本からコンテ・作画監督までを手がけて再び愛着を持つことができたことを、『ロマンアルバム』に寄稿した文章に記している。
前記の安彦とりんの対談によると、クムクムの家出の話（第16話「家へなんか帰らない」）には局やスポンサーサイドから強い内容変更の要請がされたが、りんは「これはやらなくてはならない」と抵抗し、放送に持ち込んだ。

## 登場人物
クムクム
声 - 田上和枝
本作の主人公の少年。好奇心旺盛。いたずらが過ぎて親から「おしおき穴」に閉じこめられることもある。
パルパル
声 - 富田耕生
クムクムの父。威厳があるが、酒に酔うとだらしない一面も見せる。
マルマル
声 - 友部光子
クムクムの母。パルパルとは対照的に優しい。
フルフル
声 - 麻上洋子
クムクムの姉。思春期で、パルパルとは対立することもある。
トルトル
声 - 千々松幸子
クムクムの弟。まだ赤ん坊に近い。
チルチル
声 - 秋山照子
クムクムのガールフレンド。父親をなくしており、母（シャベリーヌ）との二人暮らし。
アロン
声 - 太田淑子
クムクムの遊び仲間の一人。ゴロンの弟。
モチモチ
声 - 菊池紘子
クムクムの遊び仲間の一人。少し気が弱い。
シャベリーヌ
声 - 京田尚子
チルチルの母。おしゃべり好き。
ゴロン
声 - 西尾徳
アロンの兄。力持ちで頭が少し弱いが感受性が高く、詩のような言葉をつぶやく。
クロペディア
声 - 槐柳二
村一番の物知り爺さん。石の板に書かれた書物に囲まれて暮らしている。
ローマン
声 - 竹尾智晴
クロペディアの息子。父に反発して長く放浪してきたが村に戻ってきた。最後はフルフルと結婚する。
シャーマ
声 - 京田尚子
女性の占い師。占いの当たり具合については秘かに疑われている。
サウルス
村の近くの池に棲む恐竜。クムクムたちの友達。ブロントサウルスに似ているが、詳細は不明。

## スタッフ
- プロデューサー - 柴山達雄
- 監督 - りんたろう
- 原作・キャラクターデザイン - 安彦良和
- 音楽 - 宇野正寛
- 美術監督 - 半藤克美、伴一成
- 音響監督 - 加藤敏
- 音響制作担当 - 沼田かずみ
- 制作 - 毎日放送、ITCジャパン

## 主題歌
主題歌音盤は日本コロムビアより発売。挿入歌の初出は、1976年3月発売の『最新テレビまんが 人気者（）デラックス』というLPで、『アンデス少年ペペロの冒険』『草原の少女ローラ』『アラビアンナイト シンドバットの冒険』から各作品4曲、合計16曲が収録されていた。
オープニングテーマ「クムクムのうた」
作詞 - 木島始 / 作曲 - すぎやまこういち / 編曲 - あかのたちお / 歌 - 堀江美都子、コロムビアゆりかご会
エンディングテーマ「サウルスくん」
作詞 - 木島始 / 作曲 - すぎやまこういち / 編曲 - あかのたちお / 歌 - 堀江美都子、岸龍也、コロムビアゆりかご会
イメージソング
「あそぼう」
作詞 - 田沼勝美 / 作曲 - すぎやまこういち / 編曲 - 小六禮次郎 / 歌 - 堀江美都子
「わんぱくクムクム」
作詞 - 田沼勝美 / 作曲 - すぎやまこういち / 編曲 - 小六禮次郎 / 歌 - コロムビアゆりかご会、こおろぎ'73

## 各話リスト
第1話は、何の説明もなくいきなりクムクムが親に許され、「おしおき穴」（押入や物置に入れられる罰を置き換えたもの）から出てくる場面で始まった。『ロマンアルバム』に掲載されたプロデューサーの柴山のコメントによると、最終回では「穴で始まったから、やっぱり穴で終わらせよう」という趣向で、クムクムが「おしおき穴」に入れられるところで終わっている。
| 話数 | サブタイトル                 | 脚本          | コンテ     | 作画監督 |
| ---- | ---------------------------- | ------------- | ---------- | -------- |
| 1    | オーイ集れ! ぼくらは原始っ子 | 多地映一      | りんたろう | 矢沢則夫 |
| 2    | ダチョウになったパルパル     | 藤川桂介      | 安彦良和   | 安彦良和 |
| 3    | 南から来た少女メルシー       | 六鹿英雄      | 石黒昇     | 矢沢則夫 |
| 4    | はねろ! 虹色の大魚           | 田代淳二      | 安彦良和   | 安彦良和 |
| 5    | 帰ってきた旅の子ローマン     | 多地映一      | 石黒昇     | 矢沢則夫 |
| 6    | ピョンキーのふしぎな贈り物   | (不明)        | (不明)     | (不明)   |
| 7    | ぼくらの村にお湯が出た       | (不明)        | (不明)     | (不明)   |
| 8    | 月にのぼったうさぎ           | (不明)        | (不明)     | (不明)   |
| 9    | ゴロンがつくった首かざり     | 吉田喜昭      | 矢沢則夫   | 矢沢則夫 |
| 10   | クロペディアのあとつぎ探し   | 沖島勲        | 高橋良輔   | 森田浩光 |
| 11   | おこれ! 恐竜サウルス         | 多地映一      | 上梨満雄   | 矢沢則夫 |
| 12   | 冬の神をよぶ雪虫             | 安彦良和      | 安彦良和   | 安彦良和 |
| 13   | 謎の魔法使いグロータ         | 吉田喜昭      | 水沢わたる | 森田浩光 |
| 14   | ファイトだ! 小さなお父さん   | 桜井正明      | 神田武幸   | 矢沢則夫 |
| 15   | マンモスの牙の秘密           | 加藤有芳      | 石黒昇     | 森田浩光 |
| 16   | 家へなんか帰らない           | 原田益次      | 安彦良和   | 安彦良和 |
| 17   | サウルスが死んだ?            | 原田益次      | 水沢わたる | 富永貞義 |
| 18   | 人喰いグマをたおせ!          | (不明)        | 高橋良輔   | (不明)   |
| 19   | 出てこいローマン決闘だ!      | (不明)        | (不明)     | (不明)   |
| 20   | 出たあ! 山の怪物モンガー     | 桜井正明      | 上梨満雄   | 森山太   |
| 21   | ピョンキー・ポンキー大決戦   | 安彦良和      | 安彦良和   | 矢沢則夫 |
| 22   | チルチルも父さんがほしい     | 六鹿英雄      | 高橋良輔   | 森田浩光 |
| 23   | いたずらガラスをやっつけろ   | 桜井正明      | 石黒昇     | 森山太   |
| 24   | シャーマの六つ子こもり歌     | 沖島勲 秋山正 | 石崎すすむ | 森山太   |
| 25   | ローマンを追いかけろ!        | 安彦良和      | 石黒昇     | 矢沢則夫 |
| 26   | フルフルはお嫁さんになった   | 安彦良和      | 安彦良和   | 森田浩光 |

## 放送局
以下、特記の無い限り全て放送時間は金曜 19:00 - 19:30、同時ネット。
- 毎日放送（制作局）
- 北海道放送[4]
- 青森テレビ[5]
- 岩手放送：水曜 18:00 - 18:30[6]
- 山形放送：水曜 18:00 - 18:30[7]
- 東北放送[8]
- 福島テレビ[9]
- TBS
- 新潟放送[10]
- 信越放送：月曜 18:00 - 18:30[11]
- 静岡放送[10]
- テレビ山梨[10]
- 北陸放送[12]

- 中部日本放送[13]
- 山陰放送[14]
- 山陽放送[15]
- 中国放送[15]
- テレビ高知[16]
- RKB毎日放送[17]
- 長崎放送：火曜 18:00 - 18:30[17]
- 熊本放送：金曜 17:30 - 18:00[17]
- 大分放送[18]
- 宮崎放送：木曜 17:20 - 17:50[19]
- 南日本放送：金曜 18:00 - 18:30[19]
- 琉球放送[20]

なお、関東広域圏においては、本作の裏では、同じく安彦がキャラクターデザインを担当した創映社制作の『勇者ライディーン』がNETテレビ（現・テレビ朝日）で放送されていた。また、フジテレビでもやはり創映社制作の『ラ・セーヌの星』が放送されていたため1975年10月 - 12月までの3か月間は創映社制作のアニメが3局で重複していた。

## 漫画
アニメの放送開始後、講談社の『テレビマガジン』で永田竹丸によるコミカライズ版の連載が開始された（1975年12月号 - ）。タイトルは、アニメ第6話までのタイトルと同じく『クムクム』。
またアニメ放送当時、『毎日新聞』大阪本社発行版には本作の4コマ漫画が定期的に掲載されていた。

## その他
のちにアルゼンチンでも放映され、サッカーアルゼンチン代表のストライカー、セルヒオ・アグエロが少年時代サッカーの練習を抜け出して見るほどに熱中していた。アグエロの愛称「クン」は、幼い頃の彼が「クムクム」を「クンクン」と発音していたことから付いたものである。